# Nazionale femminile di pallacanestro della Romania

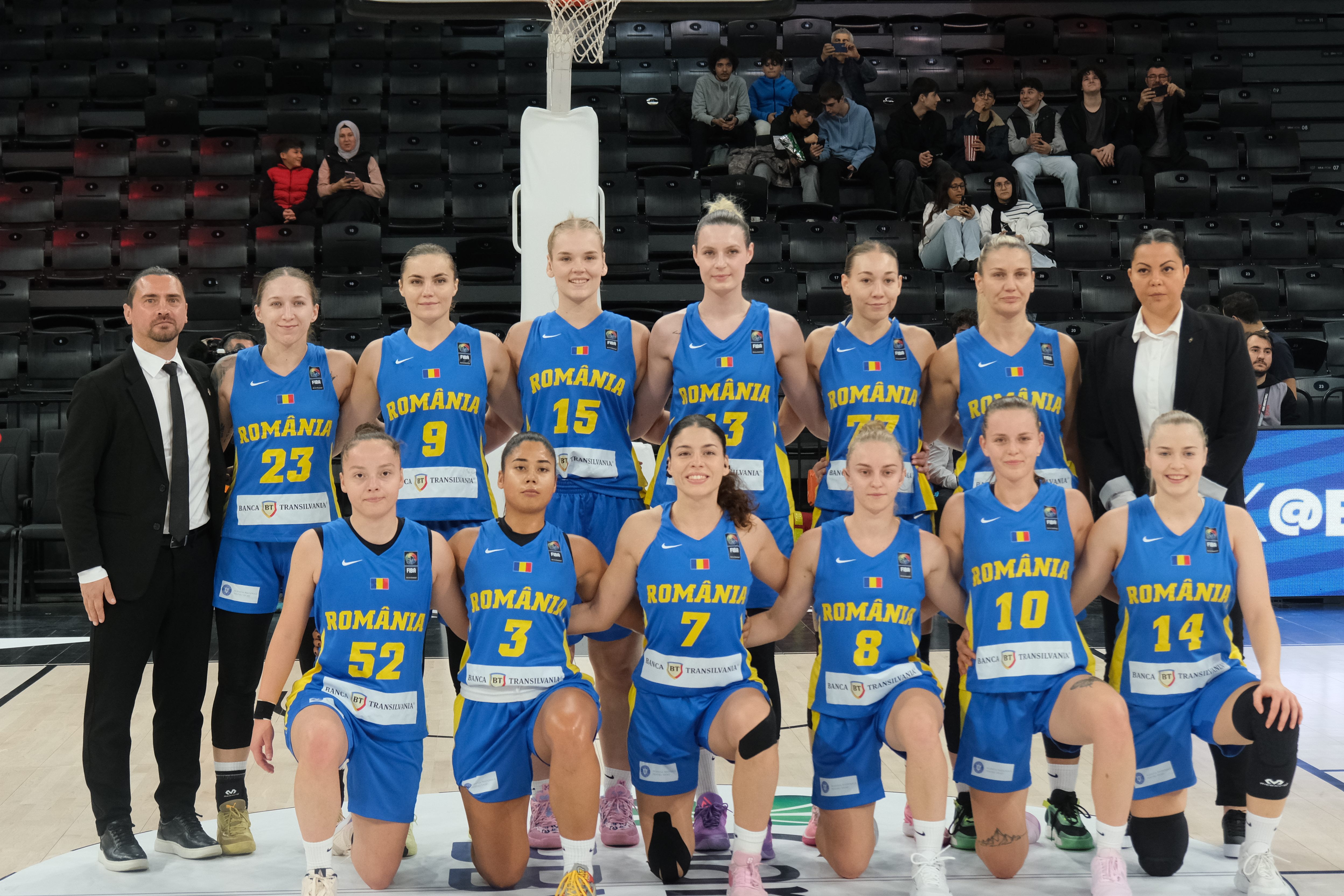

La nazionale di pallacanestro femminile della Romania, selezione delle migliori giocatrici di pallacanestro di nazionalità rumena, rappresenta la Romania nelle competizioni internazionali femminili di pallacanestro organizzate dalla FIBA. È gestita dalla Federazione cestistica della Romania.

## Storia
Nonostante la Romania sia stato uno dei Paesi fondatori della FIBA in Europa nel 1932, la nazionale non ha mai raccolto medaglie alle competizioni internazionali.
Non ha mai partecipato ai Giochi Olimpici, ma ha raggiunto i suoi migliori piazzamenti nel '59 con l'unica partecipazione ai Campionati Mondiali, dove ottenne il sesto posto, e nella prima metà degli anni sessanta, dove ai Campionati Europei, ottenne per tre volte consecutive il quarto posto.
Presenza fissa negli anni settanta e ottanta, ha avuto un calo tecnico nel corso di tutti gli anni novanta, che ha contribuito a tenerla lontano dai massimi palcoscenici internazionali.
È ricomparsa agli Europei nel 2015, dopo le parentesi del 2005 e 2007.

## Piazzamenti

### Campionati del mondo
- 1959 - 6°

### Campionati europei
- 1950 - 7°
- 1952 - 10°
- 1956 - 10°
- 1960 - 6°
- 1962 - 4°

- 1964 - 4°
- 1966 - 4°
- 1968 - 8°
- 1970 - 8°
- 1972 - 5°

- 1974 - 6°
- 1976 - 9°
- 1978 - 8°
- 1980 - 8°
- 1981 - 8°

- 1983 - 9°
- 1985 - 9°
- 1987 - 11°
- 1995 - 9°
- 2001 - 12°

- 2005 - 12°
- 2007 - 13°
- 2015 - 19°

## Formazioni

### Mondiali
Campionato mondiale femminile di pallacanestro 19593 Kraus, 5 Simionescu, 6 Eckert, 7 Antonescu, 8 Simon, 9 Ivanovici, 10 Haralambie, 11 Romfeld, 12 Gheorghe, 13 Firimide, 14 Cherciov, 16 Jujescu,        All. Sigismund Ferencz

### Europei
Campionato europeo femminile di pallacanestro 19505 Sădeanu, 6 Niculescu, 7 Raianu, 8 Thomas, 9 Deli, 10 Moldovan, 11 Kiss, 12 Pencz, 13 M. Cristea, 14 J. Cristea, 15 Rostash, 16 Halasz, 17 Zoldi, 18 Maimon,        All. -
Campionato europeo femminile di pallacanestro 1952Vasiliu, Dorobat, Vaisenburger, Cristea, Rostash, Beretski, Pencz, Niculescu, Zoldi, Halasz, Tomescu, Ferencz, Sebestien, All. -
Campionato europeo femminile di pallacanestro 19563 Zăvădescu, 4 Tomescu, 5 Simionescu, 6 Eckert, 7 Tintorescu, 8 Antonescu, 9 Nistor, 10 Ferencz, 11 Erdogh, 12 Pop, 13 Belu, 14 Firimide, 15 Sebestien, 16 Florescu,        All. -
Campionato europeo femminile di pallacanestro 19603 Kraus, 4 Magdin, 5 Simionescu, 6 Eckert, 7 Antonescu, 8 Simon, 9 Ivanovici, 10 Haralambie, 11 Romfeld, 13 Firimide, 14 Marian, 15 Orgobici,        All. Sigismund Ferencz
Campionato europeo femminile di pallacanestro 19624 Fieraru, 5 Ferencz, 6 Dumitrescu, 7 Antonescu, 8 Kraus, 9 Ivanovici, 10 Balan, 11 Romfeld, 12 Gheorghe, 13 Firimide, 14 Marian, 15 Simon,        All. Sigismund Ferencz
Campionato europeo femminile di pallacanestro 19644 Vogel, 5 Haralambie, 6 Dumitrescu, 7 Antonescu, 8 Kraus, 9 Ivanovici, 10 Ferencz, 11 Romfeld, 12 Gheorghe, 13 Firimide, 14 Suliman, 15 Simon,        All. Sigismund Ferencz
Campionato europeo femminile di pallacanestro 19664 Horvath, 5 Pruncu, 6 Dumitrescu, 7 Antonescu, 8 Kraus, 9 Ivanovici, 10 Diaconescu, 11 Vogel, 12 Gheorghe, 13 Firimide, 14 Suliman, 15 Simon,        All. Sigismund Ferencz
Campionato europeo femminile di pallacanestro 19684 Suliman, 5 Pruncu, 6 Dumitrescu, 7 Bițu, 8 Kraus, 9 Ciocan, 10 Ghiță, 11 Vogel, 12 Gheorghe, 13 Firimide, 14 Romfeld, 15 Szabados,        All. -
Campionato europeo femminile di pallacanestro 19704 Diaconescu, 5 Pruncu, 6 Gugiu, 7 Bițu, 8 Deak, 9 Ciocan, 10 Ghiță, 11 Vogel, 12 Gheorghe, 13 Firimide, 14 Nicola, 15 Trandafir,        All. -
Campionato europeo femminile di pallacanestro 19724 Diaconescu, 5 Salcu, 6 Vig, 7 Szabo, 8 Szabados, 9 Gugiu, 10 Borș, 11 Armion, 12 Nicola, 13 Ciocan, 14 Mate, 15 Tița,        All. -
Campionato europeo femminile di pallacanestro 19744 Mihalik, 5 Armion, 6 Gugiu, 7 Szabo, 8 Szabados, 9 Simionescu, 10 Bădinici, 11 Vogel, 12 V. Ciocan, 13 G. Ciocan, 14 Borș, 15 Tița,        All. -
Campionato europeo femminile di pallacanestro 19764 Mihalik, 5 Armion, 6 Gugiu, 7 Duţu, 8 Szabados, 9 Simionescu, 10 Bădinici, 11 Bolovan, 12 Anca, 13 Ciocan, 14 Borș, 15 Mate,        All. -
Campionato europeo femminile di pallacanestro 19784 Simionescu, 5 Armion, 6 Mihalik, 7 Duţă, 8 Leabu, 9 Székely, 10 Bădinici, 11 Azalos, 12 Filip, 13 Bira, 14 Borș, 15 Mate,        All. -
Campionato europeo femminile di pallacanestro 19804 Solovăstru, 5 Armion, 6 Székely, 7 Gross, 8 Grigoraș, 9 Filip, 10 Bădinici, 11 Jerebie, 12 Bolovan, 13 Tocală, 14 Grecu, 15 Keresztesi,        All. -
Campionato europeo femminile di pallacanestro 19814 Mihalik, 5 Armion, 6 Székely, 7 Kirr, 8 Solovăstru, 9 Filip, 10 Borș, 11 Fotescu, 12 Popa, 13 Jerebie, 14 Zidaru, 15 Ciubăncan,        All. -
Campionato europeo femminile di pallacanestro 19834 Borș, 5 Popa, 6 Filip, 7 Bira, 8 Solovăstru, 9 Hosszú, 10 Bădinici, 11 Fotescu, 12 Kiss, 13 Jerebie, 14 Grecu, 15 Ciubăncan,        All. -
Campionato europeo femminile di pallacanestro 19854 Marinache, 5 Sándor, 6 Misăilă, 7 Stoichiță, 8 Solovăstru, 9 Pandrea, 10 Bădinici, 11 Alixandru, 12 Lefter, 13 Jerebie, 14 Grecu, 15 Kiss,        All. -
Campionato europeo femminile di pallacanestro 19874 Marinache, 5 Enyedi, 6 Manasses, 7 Vasile, 8 Solovăstru, 9 Cârstea, 10 Stoichiță, 11 Maringut, 12 Dragoș, 13 Jerebie, 14 Șchiopu, 15 Kiss,        All. -
Campionato europeo femminile di pallacanestro 19954 Tocală, 5 Pop, 6 Enyedi, 7 Cârstea, 8 Simion, 9 Moise, 10 Dragoș, 11 Moroșanu, 12 Nițulescu, 13 Marcovici, 14 Brosovszky, 15 Nicolae,        All. -
Campionato europeo femminile di pallacanestro 20014 Stoenescu, 5 Mandache, 6 Nițulescu, 7 Urban, 8 Matei, 9 Toma, 10 Nicolae, 11 Colceag, 12 Părău, 13 Pop, 14 Brosovszky, 15 Pașcalău,        All. -
Campionato europeo femminile di pallacanestro 20054 Stoenescu, 5 Părău, 6 Vass, 7 Vescan, 8 Drăgușin, 9 Toma, 10 Diaconu, 11 Istrătescu, 12 Nacu, 13 Mîrne-Nagy, 14 Urban, 15 Bagiu,        All. Valerian Ioan
Campionato europeo femminile di pallacanestro 20074 Stoenescu, 5 Mandache, 6 Vass, 7 Părău, 8 Toma, 9 Brosovszky, 10 Orosz, 11 Bagiu, 12 Vescan, 13 Pașcalău, 14 Huțanu, 15 Ciocan,        All. Marc Silvert
Campionato europeo femminile di pallacanestro 20154 Pop, 5 Orosz, 6 Ursu, 7 Părău, 8 Cursaru, 9 Pavel, 11 Irimia, 13 Pașcalău, 14 Crăciun, 21 Stoiedin, 24 Stoenescu, 44 Mărginean,        All. Florin Nini

## Nazionali giovanili
- Selezioni giovanili della nazionale di pallacanestro femminile della Romania